# Stibaractis melanotoxa
Stibaractis melanotoxa là một loài bướm đêm trong họ Geometridae.